# Vang Pao
Vang Pao (ur. 1929 w prowincji Xieng Khouang, zm. 6 stycznia 2011 w Clovis) – laotański wojskowy, generał major w armii Królestwa Laosu. Wywodził się z ludu Hmong i był przywódcą społeczności Hmongów w Stanach Zjednoczonych.

## Młodość
Vang Pao urodził się prawdopodobnie w 1929 w środkowej części Prowincji Xiangkhuang, w północnowschodnim Laosie. Pochodzenie z rodziny rolniczej wskazywało na to, że on również będzie uprawiał ziemię, ale na początku lat czterdziestych XX wieku siły japońskie zajęły Indochiny Francuskie i okupowały je do zakończenia II wojny światowej. Dlatego kilkunastoletni Vang Pao, chcąc bronić swój lud przed najeźdźcą, zaciągnął się do francuskich wojsk kolonialnych.

## W wojsku
Francuscy oficerowie, a za nimi agenci alianckich wywiadów nazywali antyjapońską partyzantkę Hmongów „Meo Maquis”, czym nawiązywali do ruchu Wolnych Francuzów. Po wojnie wobec zagrożenia komunistycznego dowództwo francuskiej formacji Groupement de Commandos Mixtes Aéroportés (GCMA) awansowało Vang Pao na pierwszy stopień oficerski i skierowało do walki przeciw Việt Minhowi podczas I wojny indochińskiej. Francuzi wojnę przegrali i wycofali się z Indochin, ale Vang został w armii właśnie powstałego Królestwa Laosu. Był jedynym przedstawicielem Hmongów, który osiągnął w tej armii stopień generalski. We wstrząsanym zamachami stanu Laosie pozostał lojalny wobec dworu w Luang Prabang i jednocześnie popularnym przywódcą Hmongów. W latach sześćdziesiątych i siedemdziesiątych XX wieku generał Vang prowadził tzw. „sekretną wojnę”, dowodząc szkolonymi i wyposażanymi przez CIA siłami partyzanckimi z powodzeniem zwalczającymi Pathet Lao i armię północnowietnamską (PAVN). Po obaleniu monarchii w partyzantce Hmongów doszło do podziału. Część z nich uznała klęskę, inni postanowili kontynuować walkę, z nadzieją na utworzenie niepodległego państwa Hmongów – Chao Fa. Ich powstanie zostało zdławione w latach 1977–1978 siłami armii laotańskiej wspieranymi przez wojska Wietnamu. Na resztki partyzantki Hmongów w sile kilkuset osób natrafił jeszcze w 2003 dziennikarz magazynu „Time”, Andrew Perrin.

## Handel opium
Kilku Amerykanów zaangażowanych w tajne operacje w Laosie twierdziło, że Vang Pao i jego oficerowie uprawiali na szeroką skalę handel opium w celu zdobycia funduszy na utrzymanie armii, jak również dla wzbogacenia się osobiście, przerzucając narkotyki samolotami Air America, rzekomej prywatnej kompanii lotniczej, w rzeczywistości operacyjnego ramienia CIA. Wśród oskarżających Vanga byli przedstawiciel USAID Ron Rickenbach, agent CIA Anthony Poshepny i fotograf John Everingham. Oskarżenia te potwierdził historyk i pisarz Alfred McCoy, który przeprowadzał wywiady z uprawiającymi mak Hmongami w Laosie pod koniec wojny.

## Vang Pao w USA
Gdy komuniści przejęli władzę w Laosie w roku 1975, generał Vang wyemigrował do Stanów Zjednoczonych. Cieszy się wielkim szacunkiem wśród osiadłych w USA Hmongów, z których wielu doświadczyło okropności wojny i represji, jakie na nich spadły po wojnie. Chociaż wśród młodych amerykańskich Hmongów, którzy w większości urodzili się w Stanach Zjednoczonych, jest mniej popularny, generalnie jest uważany za wpływowego przywódcę, co zawdzięcza zarówno swej obecnej pozycji, jak i sukcesom w czasie wojny.
Rząd Laosu, podobnie jak rządy Wietnamu, ChRL, Kuby i KRLD, są ostatnimi bastionami komunizmu. W połowie lat dziewięćdziesiątych XX wieku Vang Pao wspierany przez wpływowych amerykańskich sprzymierzeńców i szerokie rzesze Hmongów z USA zdołał powstrzymać sponsorowaną przez ONZ przymusową repatriację do Laosu tysięcy Hmongów – uchodźców w Tajlandii. Dla Hmongów było to wielkie zwycięstwo w walce o prawa człowieka. Uchodźcy w Tajlandii, zamieszkujący w większości obozy skupione wokół świątyni buddyjskiej Wat Tham Krabok, uzyskali prawo do pozostania na miejscu i – zamiast powrotu do Laosu – prawo do przemieszczenia i osiedlenia się w USA.
Przywódca Hmongów przeciwstawiał się naruszaniu praw człowieka przez komunistyczne władze Laosu w stosunku do Hmongów. Jednak w roku 2001 Vang Pao zaczął zmieniać swe stanowisko, publicznie wspierając normalizację stosunków amerykańsko-laotańskich w nadziei na złagodzenie kursu rządu laotańskiego wobec jego ludu. 
Od czasu, gdy Pathet Lao przejął władzę w Laosie w 1975 roku, mnożą się oskarżenia o łamanie przez komunistyczny rząd praw człowieka, w tym o ludobójstwo w stosunku do Hmongów, szczególnie gdy w roku 2001 rząd ogłosił, że lud Hmongów to w rzeczywistości międzynarodowe ugrupowanie terrorystyczne.

## Oskarżenie o spisek
4 czerwca 2007 roku, po długim dochodzeniu prowadzonym przez służby federalne pod kryptonimem „Operation Flawed Eagle”, amerykańskie sądy federalne wydały nakazy aresztowania Vang Pao i dziewięciu innych osób oskarżonych o próbę obalenia siłą rządu laotańskiego z naruszeniem amerykańskiej ustawy o neutralności. Po wydaniu nakazów około 250 funkcjonariuszy licznych instytucji i agencji rządowych, powołanych celem utrzymywania porządku prawnego w Stanach Zjednoczonych, rozpoczęło jednoczesne naloty na miejsca zamieszkania oskarżonych w środkowej i południowej Kalifornii, aresztując wszystkich podejrzanych. Akt oskarżenia stwierdza, że podejrzani dokonywali przeglądu broni, w tym karabinków szturmowych AK-47, granatów dymnych i pocisków rakietowych Stinger, z zamiarem zakupu ich i przesłania do Tajlandii, skąd miały być przerzucone przez granicę i dostarczone antyrządowym siłom oporu w Laosie. Jedynym nie-Hmongiem wśród aresztowanych był Harrison Jack, absolwent (1968) West Point, obecnie emerytowany oficer US Army, oskarżony o próby rekrutowania weteranów oddziałów sił specjalnych jako najemników do akcji zbrojnych w Indochinach.
15 czerwca oskarżeni stanęli przed ławą przysięgłych, a jednocześnie aresztowano jedenastego podejrzanego. Za próbę naruszenia Ustawy o Neutralności Stanów Zjednoczonych oraz usiłowanie zakupu i przerzutu broni oskarżonym grozi nawet kara dożywotniego więzienia. Generałowi Vang Pao i pozostałym Hmongom federalny sąd kalifornijski odmówił początkowo wyjścia z aresztu za kaucją, twierdząc, że mogą oni zbiec za granicę.
Od 4 czerwca aresztowanie Vang Pao napotykało narastającą falę krytyki. Wiece protestacyjne z udziałem tysięcy Hmongów i ich zwolenników miały miejsce w stanach Kalifornia, Minnesota, Michigan, Karolina Północna i Wisconsin. Kilku wysoko postawionych zwolenników Vang Pao skrytykowało kalifornijski sąd za wystawienie aktów aresztowania, argumentując, że Vang Pao jest historycznie ważnym sprzymierzeńcem USA, a obecnie wpływowym przywódcą zamieszkałych w Ameryce Hmongów. Wezwanie skierowane do republikańskiego gubernatora Arnolda Schwarzeneggera o oddalenie oskarżenia, z poparciem prezydenta Busha, wciąż czeka na odpowiedź. 
Przed swym aresztowaniem Vang Pao miał zostać uhonorowany poprzez nadanie jego imienia jednej ze szkół podstawowych w Madison (Wisconsin), ale propozycja ta spotkała się ze sprzeciwem ze strony Alfreda McCoya, który oskarża Vanga o udział w zbrodniach wojennych i handlu narkotykami, ale jego opinię podważa Gary Yia Lee i inni naukowcy. 18 czerwca 2007 roku Rada Szkolna Okręgu Madison głosowała za usunięciem nazwiska Vanga z listy kandydatów na patrona szkoły.

### Zwolnienie z aresztu
12 lipca, pod silnym naciskiem Hmongów i wpływowych amerykańskich zwolenników Vang Pao, kalifornijski sąd zgodził się uwolnić generała za kaucją 1,5 miliona USD z zabezpieczeniem w postaci nieruchomości zamieszkanych przez jego krewnych. Wiadomość ta zakończyła liczne wiece protestacyjne trwające całymi tygodniami w Kalifornii i innych stanach, wzywające do uwolnienia Vang Pao.